# مرغ حق پالاوان
مرغ حق پالاوان (نام علمی: Otus fuliginosus) نام یک گونه از سرده مرغ حق است.